# Лоайса, Гарсиа де
Гарсиа де Лоайса (исп. García de Loaysa), полное имя Хуан Гарсия де Лоайса и Мендоса (исп. Juan García de Loaysa y Mendoza, 1478 — 22 апреля 1546 года) — испанский кардинал, генеральный магистр ордена проповедников (1518—1524), архиепископ Севильи (1539—1546), великий инквизитор (1546).

## Биография
Родился в 1478 году в дворянской семье в городе Талавера-де-ла-Рейна, обучался в доминиканских монастырях. В 1495 году вступил в орден. Продолжил обучение философии и теологии в университете Вальядолида. По окончании обучения работал в университете, возглавляя один из его колледжей, затем занял пост провинциала доминиканцев в Толедо. Принимал участие в очередном генеральном капитуле ордена в Риме в 1518 году, где был избран в ходе тайного голосования новым главой ордена, сменив на этом посту кардинала Томмазо де Вио, известного как Каэтан.
Проведя несколько лет в путешествиях по Европе, инспектируя в силу должности генерального магистра доминиканские монастыри, Гарсия де Лоайса вернулся в Испанию, где был высоко оценён императором Карлом V. В 1524 году по истечении 6-летнего срока покинул пост главы доминиканцев, после чего император назначил его своим исповедником и советником, а 8 июня 1524 года, с одобрения римского папы, предложил де Лоайсе пост епископа Осмы. Епископская хиротония состоялась 29 сентября того же года. Епископ де Лоайса обладал высоким положением при мадридском дворе, занимал ряд важных политических постов.
9 марта 1530 года назначен папой Климентом VII кардиналом, в 1532 году переведён на кафедру Сигуэнсы. 21 мая 1539 года назначен архиепископом Севильи. В 1546 году, который стал для него последним годом жизни, занимал также пост великого инквизитора Испании. Умер 22 апреля 1546 года в Мадриде. Похоронен в доминиканском монастыре Талаверы-де-ла-Рейна.
Сохранилась переписка де Лоайсы с императором Карлом, которая показывает высокую степень доверия, которой кардинал пользовался со стороны правителя, и которая предоставляет важнейшие исторические сведения о политике Испании того времени. Сохранились также несколько пастырских писем де Лоайсы.